# Atletica leggera ai Giochi della XXX Olimpiade - 400 metri piani femminili

Video ufficiale della Finale

Ai Giochi della XXX Olimpiade, la competizione dei 400 metri piani femminili si è svolta dal 3 al 5 agosto presso lo Stadio Olimpico di Londra.

## Presenze ed assenze delle campionesse in carica
Per i campionati europei si considera l'edizione del 2010.
| Competizione         | Atleta             | Prestazione | Londra 2012 |
| -------------------- | ------------------ | ----------- | ----------- |
| Olimpiadi 2008       | Christine Ohuruogu | 49”62       | Presente    |
| Commonwealth 2010    | Amantle Montsho    | 50”10       | Presente    |
| Europei 2010         | Kseniya Ustalova   | 49”92       | Non selez.  |
| Asiatici 2010        | Olga Tereshkova    | 51”97       | Assente     |
| Panamericani 2011    | Yenifer Padilla    | 51”53       | Presente    |
| Africani 2011        | Amantle Montsho    | 50”87       | Presente    |
| Mondiali 2011        | Amantle Montsho    | 49”56       | Presente    |
|                      |                    |             |             |
| Mondiali junior 2008 | Folashade Abugan   | 51”85       | Assente     |

## La gara
In testa alla graduatoria mondiale stagionale vi sono due russe: Antonina Krivoshapka e Julija Guščina, che ai campionati nazionali hanno corso rispettivamente in 49”16 e 49”28.
A Londra non ripetono questi exploit. La Guščina viene eliminata in semifinale. La  Krivoshapka si qualifica alla finale con il miglior tempo (49”81), ma poi non riesce a ripetersi. 

In finale la  Krivoshapka mantiene gli stessi tempi parziali della semifinale (11”9, 23”7 e 35”8) presentandosi per prima sul rettifilo finale. Ma quando si accorge che la statunitense Sanya Richards (36”0), in piena spinta, tiene il suo ritmo le mancano improvvisamente le forze e cede nettamente, giungendo sesta. Dietro la Richards, arrivano sul traguardo tre atlete racchiuse in un fazzoletto: la campionessa uscente Christine Ohuruogu (36”2 ai 300 metri), la statunitense DeeDee Trotter (bronzo) ed Amantle Montsho, che per tre centesimi rimane giù dal podio.
Sanya Richards vince l'oro olimpico sui 400 metri al suo terzo tentativo (era stata terza nel 2008 e sesta nel 2004).

## Risultati

### Finale
| Migliore atleta in attività | 48"70       | Sanya Richards       | Presente |
| Primatista stagionale       | 49"16 (5/7) | Antonina Krivoshapka | Presente |

1. ↑  Stabilito nel 2006.
2. ↑  Alla data del 20 luglio 2012.

| Pos.    | Atleta                 | Età | Paese         | Tempo | Note                                     |
| ------- | ---------------------- | --- | ------------- | ----- | ---------------------------------------- |
| Oro     | Sanya Richards-Ross    | 27  | Stati Uniti   | 49"55 |                                          |
| Argento | Christine Ohuruogu     | 28  | Gran Bretagna | 49"70 | Miglior prestazione personale stagionale |
| Bronzo  | DeeDee Trotter         | 30  | Stati Uniti   | 49"72 | Miglior prestazione personale stagionale |
| 4       | Amantle Montsho        | 29  | Botswana      | 49"75 |                                          |
| 5       | Novlene Williams-Mills | 30  | Giamaica      | 50"11 |                                          |
| 6       | Francena McCorory      | 24  | Stati Uniti   | 50"33 |                                          |
| 7       | Rosemarie Whyte        | 26  | Giamaica      | 50"79 |                                          |
|         | Antonina Krivoshapka   |     | Russia        | 50"17 | dq                                       |